# RSI Rete Uno

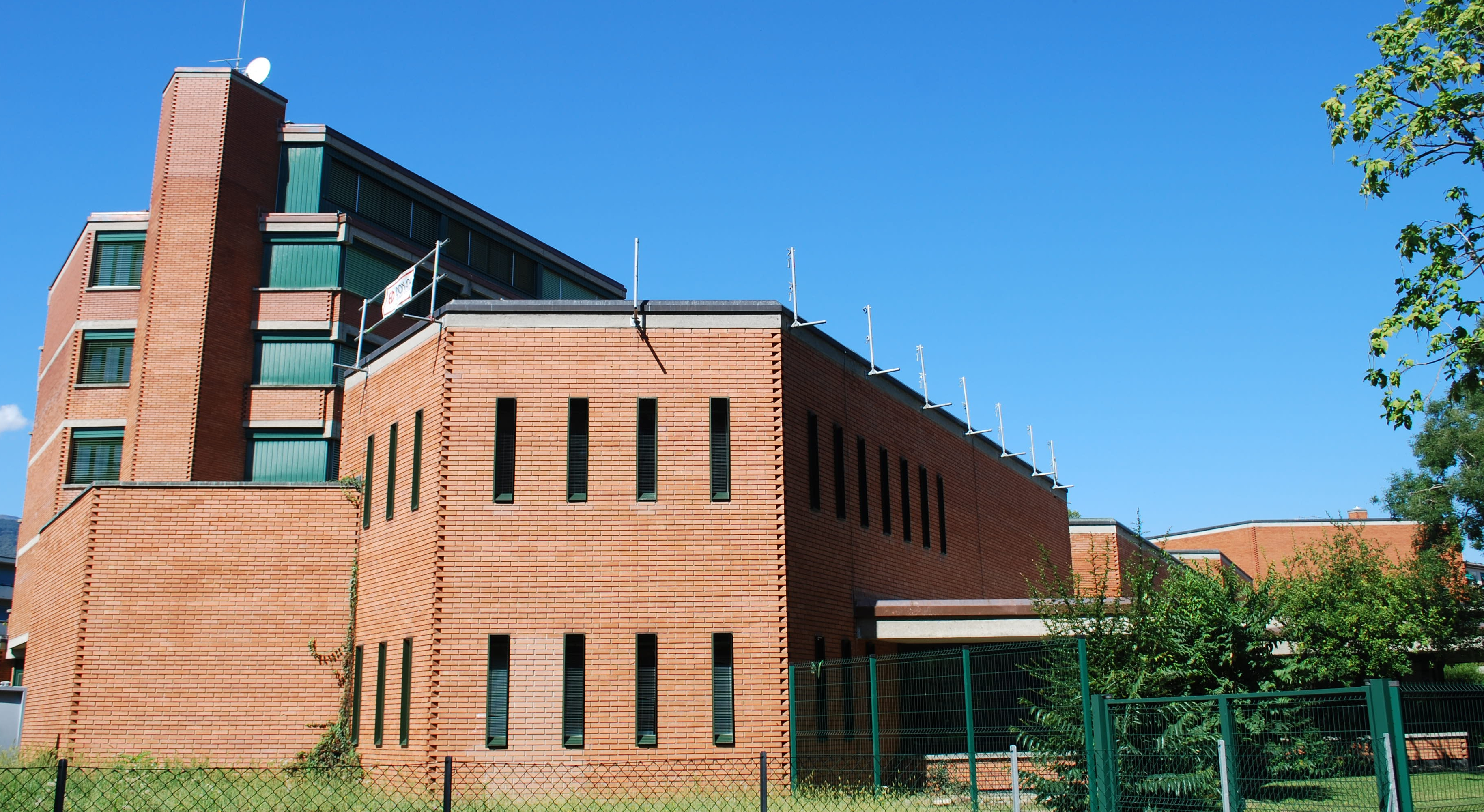
Siedziba radia RSI w Lugano

RSI Rete Uno – szwajcarska stacja radiowa należąca do Radiotelevisione svizzera (RSI), włoskojęzycznego oddziału publicznego nadawcy radiowo-telewizyjnego SRG SSR. Rozgłośnia została uruchomiona w 1931 roku. Jest kanałem ogólnotematycznym, w którego ramówce największy nacisk kładziony jest na informacje i publicystykę, a uzupełniająco prezentowane są również audycje muzyczne, rozrywkowe, pogodowe, podróżnicze i poradnikowe. Co najmniej 30% nadawanej muzyki stanowią utwory nagrane w języku włoskim. 
Podobnie jak wszystkie "Jedynki" szwajcarskiego radia publicznego, Rete Uno dostępne jest w całym kraju, a nie tylko we własnej strefie językowej. Stacji można słuchać w analogowym i cyfrowym przekazie naziemnym, w większości sieci kablowych, w Internecie oraz w niekodowanym przekazie z satelity Eutelsat Hot Bird 13C. Według danych za rok 2012, stacja cieszy się słuchalnością na średnim poziomie 47,2%, co daje jej pozycję zdecydowanego lidera włoskojęzycznego rynku radiowego w Szwajcarii.